# Diocesi di Mati
La diocesi di Mati (in latino: Dioecesis Matiensis) è una sede della Chiesa cattolica nelle Filippine suffraganea dell'arcidiocesi di Davao. Nel 2021 contava 342.699 battezzati su 527.666 abitanti. È retta dal vescovo Abel Cahiles Apigo.

## Territorio
La diocesi comprende la provincia filippina di Davao Oriental sull'isola di Mindanao.
Sede vescovile è la città di Mati, dove si trova la cattedrale di San Nicola da Tolentino.
Il territorio si estende su 5.164 km² ed è suddiviso in 20 parrocchie.

## Storia
La diocesi è stata eretta il 16 febbraio 1984 con la bolla Episcopus Tagamnus di papa Giovanni Paolo II, ricavandone il territorio dalla diocesi di Tagum.

## Cronotassi dei vescovi
Si omettono i periodi di sede vacante non superiori ai 2 anni o non storicamente accertati.
- Patricio Hacbang Alo † (9 novembre 1984 - 19 ottobre 2014 dimesso)
  - Sede vacante (2014-2018)
- Abel Cahiles Apigo, dal 10 febbraio 2018

## Statistiche
La diocesi nel 2021 su una popolazione di 527.666 persone contava 342.699 battezzati, corrispondenti al 64,9% del totale.
| anno | popolazione | popolazione | popolazione | presbiteri | presbiteri | presbiteri | presbiteri                | diaconi | religiosi | religiosi | parrocchie |
| anno | battezzati  | totale      | %           | numero     | secolari   | regolari   | battezzati per presbitero | diaconi | uomini    | donne     | parrocchie |
| ---- | ----------- | ----------- | ----------- | ---------- | ---------- | ---------- | ------------------------- | ------- | --------- | --------- | ---------- |
| 1990 | 353.916     | 442.395     | 80,0        | 16         | 16         |            | 22.119                    |         |           | 25        | 11         |
| 1999 | 394.161     | 445.861     | 88,4        | 32         | 26         | 6          | 12.317                    |         | 7         | 30        | 16         |
| 2000 | 395.161     | 445.861     | 88,6        | 34         | 29         | 5          | 11.622                    |         | 6         | 29        | 16         |
| 2001 | 395.161     | 445.871     | 88,6        | 33         | 33         |            | 11.974                    |         | 1         | 38        | 16         |
| 2002 | 395.161     | 445.871     | 88,6        | 32         | 32         |            | 12.348                    |         | 10        | 38        | 16         |
| 2003 | 395.355     | 465.123     | 85,0        | 34         | 28         | 6          | 11.628                    |         | 7         | 58        | 17         |
| 2004 | 395.355     | 465.123     | 85,0        | 33         | 27         | 6          | 11.980                    |         | 7         | 58        | 17         |
| 2013 | 504.000     | 595.000     | 84,7        | 46         | 36         | 10         | 10.956                    |         | 20        | 54        | 19         |
| 2016 | 532.000     | 626.000     | 85,0        | 43         | 35         | 8          | 12.372                    |         | 13        | 50        | 19         |
| 2019 | 558.360     | 657.000     | 85,0        | 50         | 38         | 12         | 11.167                    |         | 24        | 51        | 19         |
| 2021 | 342.699     | 527.666     | 64,9        | 53         | 43         | 10         | 6.466                     |         | 18        | 49        | 20         |